# Sebastiano Maccio
Sebastiano Maccio (vers 1550 à Casteldurante - vers 1615 à Pesaro) est un poète et philologue italien.

## Biographie
Sebastiano Maccio naquit vers le milieu du XVIe siècle, à Casteldurante, dans le Duché d'Urbin. Ses progrès dans les langues grecque et latine furent si rapides, qu’il eut bientôt surpassé tous ses maîtres. À vingt-cinq ans, il reçut à l’Université de Macerata le laurier doctoral dans les quatre facultés de philosophie, de jurisprudence, de littérature et de théologie. Depuis, sa réputation l’ayant fait appeler comme professeur dans les principales villes de la Toscane et des États de l’Église, il profita de cette circonstance favorable pour en relever les inscriptions antiques dont il avait formé, dit-on, un recueil très-précieux (voy. Reinesius, Inscription, syntagm., part. 3). Doué d’une ardeur infatigable, il ne dérobait au travail que le temps strict pour réparer ses forces, et, si l’on en croit un de ses panégyristes, il écrivait avec une telle assiduité que la plume avait laissé sur ses doigts une trace assez profonde. C’était un grand admirateur de Juste Lipse. Le bruit de sa mort s’étant répandu, Maccio, profondément affligé, s’empressa de lui faire célébrer un service auquel il invita tous les savants et les littérateurs ; mais en sortant de la cérémonie, il eut le plaisir d’apprendre que Lipse ne s’était jamais mieux porté (voy. la Lettre de Bonciari à Welser, dans la Sylloge epistolar. de Burmann, t. 2, p. 186). Maccio mourut à Pesaro, vers 1615, à l’âge de 57 ans.

## Œuvres
- Soteridos, seu de redemptionis humanæ mysterio libri 12, Florence, 1601, in-4° ; Rome, 1605, in-4°[3]. Beaucoup se trompent en annonçant que ce poème est en italien.
- De bello Asdrubalis, Venise, 1613, in-4° ;
- De historia libri tres, ibid., 1613, in-4°[4] ; on trouve quelquefois à la suite : De historia Liviana ; c’est un éloge de Tite-Live ; et In Virgilium. Dans cet opuscule, le but de l’auteur est de démontrer que Virgile, le plus grand poète de son siècle, en fut aussi l’homme le plus savant.
- De porta Pisaurensi, Venise, 1613, in-4°.